# Manu-Lete (Leorema)
Manu-Lete (Manulete) ist eine osttimoresische Aldeia im Suco Leorema (Verwaltungsamt Bazartete, Gemeinde Liquiçá). 2015 lebten in der Aldeia 358 Menschen.

## Geographie
Manu-Lete liegt im Südosten des Sucos Leorema. Nördlich befindet sich die Aldeia Railuli und westlich die Aldeia Fatunero. Im Osten grenzt Manu-Lete an das zur Gemeinde Ermera gehörende Verwaltungsamt Railaco mit seinen Sucos Liho und Matata. An der Grenze zu Liho entspringt der Anggou, ein Nebenfluss des Rio Comoros.
Im Nordwesten der Aldeia befindet sich das Dorf Manu-Lete. Nach Osten sinkt das Land in Richtung Anggou ab. Hier befindet sich ein weiteres Dorf.

## Politik
2023 wurde Frederico Gonçalves zum Chefe de Aldeia gewählt.